# NAsH Soares de Meirelles (U-21)
NAsH Soares de Meirelles (U-21) é uma embarcação da Marinha do Brasil que exerce a função de Navio de assistência hospitalar.
Subordinado ao comando da Flotilha do Amazonas (9º Distrito Naval), desenvolve atividades de atendimento de saúde (médica e odontológica) às comunidades ribeirinhas.

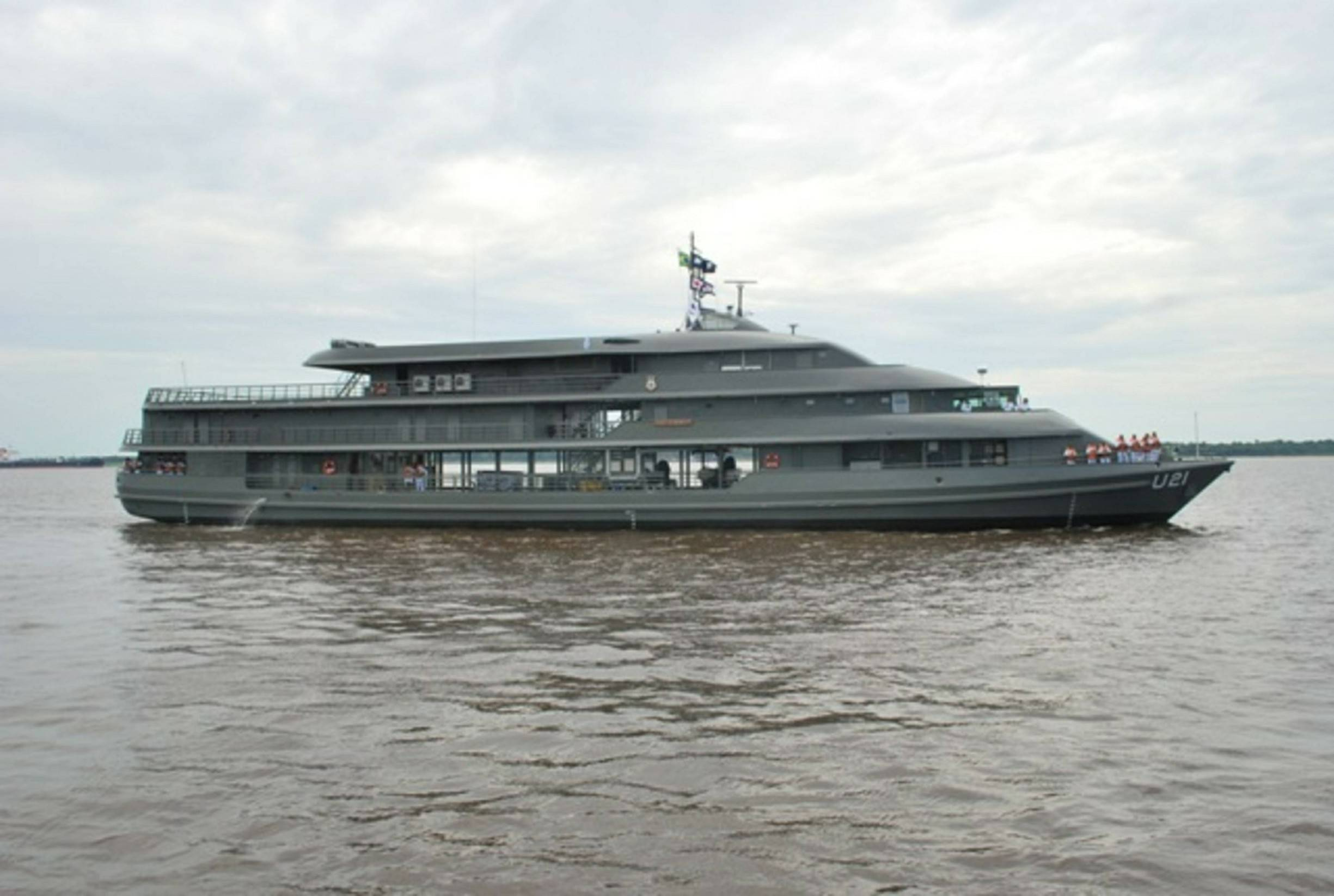
NAsH Soares de Meirelles - U 21

O barco foi incorporado a Armada em 23 de novembro de 2010.